# Sparbrief
Ein Sparbrief ist ein von einem Kreditinstitut ausgestelltes Wertpapier, das der Geldanlage dient. In der Schweiz wird für ein analoges Produkt der Begriff Kassenobligation verwendet.

## Geschichte
Das „Handwörterbuch des Bankwesens“ erwähnte bereits 1933, dass die Deutsche Bank und die Disconto-Gesellschaft „durch Schaffung von Sparbriefen einen neuen Weg eingeschlagen haben, um Spareinlagen an sich zu ziehen“. Vorbild seien die englischen „Savings certificates“, die ab 1915 zunächst der Kriegsfinanzierung dienten. Die ersten Sparbriefe heutiger Prägung in Deutschland gab die Vereinsbank Wiesbaden (heute: Wiesbadener Volksbank) erstmals am 15. April 1964 heraus, im Dezember 1967 folgten die Raiffeisenbanken. Im August 1967 kamen die ersten Sparkassenbriefe heraus, 1970 folgten die Sparkassenobligationen. Die Bundesbank berichtete, dass diese verbrieften Anlageformen sich 1968 dämpfend auf das Kontensparen ausgewirkt haben, mithin zunächst ein Substitut darstellten. Diese Anlageformen boten höhere Zinsen als die herkömmlichen Spareinlagen. Das lag einerseits an dem geringeren Verwaltungsaufwand und andererseits an der zunächst fehlenden Mindestreservepflicht für die ausstellenden Institute. Dies holte der Gesetzgeber nach und stellte alle Sparbriefe mit einer Laufzeit von 4 Jahren und mehr unter die Mindestreservepflicht, bei Inhaberschuldverschreibungen beginnt die Pflicht bei einer Laufzeit von 2 Jahren.

## Arten
Sparbriefe werden durch Banken wie Großbanken, Genossenschaftsbanken oder sonstige private Banken angeboten. Sparkassenbriefe heißen diese Anlageformen bei Sparkassen. Der Sparkassenbrief ist ein von einer Sparkasse ausgegebenes, auf eine bestimmte Summe lautendes verzinsliches Wertpapier, das auf den Namen des Berechtigten ausgestellt ist (Namens- oder Rektapapier) und diesem einen Zahlungsanspruch gegen die Sparkasse gibt. Die Sparkassenverordnungen (SpkVO) der Bundesländer regelten diese Anlageform. Nach § 8 Abs. 1 SpkVO Thüringen vom 29. Oktober 1991 kann „die Sparkasse Namensschuldverschreibungen unter der Bezeichnung ‚Sparkassenbrief‘ ausgeben“, nach § 8 Abs. 2 SpkVO kann sie auch Orderschuldverschreibungen unter der Bezeichnung ‚Sparkassenobligation‘ ausgeben. 
Es gibt auch nachrangige Spar(kassen)briefe, bei denen eine Nachrangabrede dafür sorgt, dass die Anleger nicht gleichrangig mit anderen Anlegern befriedigt werden, sondern ihr Risiko dem Unternehmerrisiko eines Gesellschafters angenähert ist. Sie werden deshalb innerhalb der Anlageformen der schlechtesten Risikoklasse zugeordnet, bei der ein Totalverlust des Anlagebetrages droht.

## Rechtsnatur
Der Spar(kassen)brief ist seiner Rechtsnatur nach ein „kaufmännischer Verpflichtungsschein“ im Sinne des § 363 HGB. Er enthält keine Orderklausel und ist damit ein Rektapapier. Damit ist er zwar ein Wertpapier, jedoch nicht im depotrechtlichen Sinne (§ 1 Abs. 1 DepotG), weil hierin nur die durch Indossament übertragbaren Schuldverschreibungen oder auf den Namen einer Wertpapiersammelbank ausgestellten Namensschuldverschreibungen erwähnt sind. Sparbriefe lauten auf den Namen einer bestimmten Person und verpflichten den Aussteller zur Zahlung der verbrieften Geldsumme an den namentlich Genannten. Nur der namentlich Berechtigte oder sein Rechtsnachfolger ist befugt, die verbrieften Ansprüche geltend zu machen. Der Aussteller wird deshalb nur bei Zahlung an den wahren Berechtigten leistungsfrei.
Die Nachrangabrede bei nachrangigen Spar(kassen)briefen verpflichtet den Anleger, erst im Fall der Liquidation oder Insolvenz des ausgebenden Kreditinstituts im Rang hinter allen anderen Gläubigern aus der Insolvenzmasse entschädigt zu werden. Es handelt sich um nachrangige Darlehen, die nach § 39 Abs. 2 InsO erst nach den in § 39 Abs. 1 InsO aufgezählten Forderungen befriedigt werden. Sie stehen mit Genussscheinen auf einer Ebene und kommen als Mezzanine-Kapital dem Eigenkapital sehr nahe.

## Ausstattung
Seine Verzinsung ist für die gesamte Laufzeit festgelegt und damit im Voraus kalkulierbar. Der normale Sparbrief wird zum vollen Nennwert gekauft. Die Zinsen werden zum Jahresende vergütet und stehen frei zur Verfügung. Beim abgezinsten Sparbrief werden Zins und Zinseszinsen für die gesamte Laufzeit von vornherein auf den Kaufpreis angerechnet, so dass der Erwerbspreis deutlich unter dem Nennwert liegt. Der Sparbrief mit jährlich steigendem Zins ist in der Regel eine kurzfristig verfügbare Anlage, ähnlich dem Bundesschatzbrief. Er kann nach einer kurzen Wartezeit jederzeit zum Nennwert zuzüglich der aufgelaufenen Zinsen eingelöst werden. Im Unterschied zu börsenorientierten Anleihen sind diese Papiere spesenfrei und in der Regel zu 100 % ihres Beleihungswerts beleihbar. Die Laufzeitenskala reicht bis zu zehn Jahren. 

## Bilanzierung
Die üblichen Spar(kassen)briefe und -obligationen werden nach § 21 Abs. 2 Kreditinstituts-Rechnungslegungsverordnung (RechKredV) als „Verbindlichkeiten gegenüber Kunden“ passiviert und bilanziell nicht als Spareinlagen nach § 21 Abs. 4 RechKredV behandelt. Hierzu gehören auch Verbindlichkeiten aus Namensschuldverschreibungen oder Orderschuldverschreibungen, die keine Wertpapiere im Sinne des § 7 RechKredV darstellen. Ausnahmsweise als Inhaberpapiere ausgestellte Sparbriefe sind als „begebene Schuldverschreibungen“ auszuweisen. Nachrangige Briefe sind in der Passivposition 9 zu bilanzieren, wenn sie als Verbindlichkeiten im Fall der Liquidation oder der Insolvenz erst nach den Forderungen der anderen Gläubiger erfüllt werden dürfen (§ 4 Abs. 1 RechKredV). Sie dürfen unter den Bedingungen des Art. 62 Kapitaladäquanzverordnung (mindestens 5 Jahre Ursprungslaufzeit, Nachrangabrede) als Ergänzungskapital bei den Eigenmitteln ausgewiesen werden. Das höhere Risiko für den Anleger kommt in einem höheren Zins als bei normalen Briefen zum Ausdruck.

## Gesetzliche Sicherung
Nach § 4 Abs. 2 Nr. 1 des Einlagensicherungs- und Anlegerentschädigungsgesetzes (EAEG) sind seit 1. Januar 2011 Einlagen bis zur Höhe von 100.000 € gesichert, die im Entschädigungsfall ausgezahlt werden, wenn ein Kreditinstitut nach § 5 EAEG nicht in der Lage ist, Einlagen zurückzuzahlen. Einlagen im Sinne dieses Gesetzes sind Guthaben bei Kreditinstituten, die sich aus auf einem Konto verbliebenen Beträgen im Rahmen der Geschäftstätigkeit eines Instituts und von diesem auf Grund gesetzlicher oder vertraglicher Bestimmungen zurückzuzahlen sind. Dazu zählen auch Forderungen, die das Institut durch Ausstellung einer Urkunde verbrieft hat (Sparbuch, Sparbrief, Sparkassenbrief), jedoch nicht Inhaber- und Orderschuldverschreibungen. Sparkassenobligationen sind jedoch aufgrund der Institutssicherung der Sparkassen, Landesbanken und Landesbausparkassen ebenfalls wie die Sparkassenbriefe gesichert. Das gilt auch für Inhaberschuldverschreibungen, die der Sicherungseinrichtung des Bundesverbandes der Deutschen Volksbanken und Raiffeisenbanken unterliegen. Beide Institutssicherungen gewährleisten zudem eine betraglich unbegrenzte Einlagensicherung.